# 山内清男
山内清男（日语：／，1902年1月2日—1970年8月29日），日本考古学家、文学博士，曾任東京大学讲师、成城大學教授。
山内清男是日本考古学领域最具功绩的考古学家之一，最早运用类型学和地层学建立了全国绳纹陶器的编年，并通过实验证明，绳纹陶器表面上所施的绳纹，乃是通过滚动用植物纤维搓成的绳子施加上去的。佐藤達夫称他是“绳纹学之父”。。

## 脚注
1. ↑  佐藤達夫「学史上における山内清男の業績」『山内清男集』築地書館 1974年